# الحصحوص

تعديل مصدري - تعديل

الحصحوص هي إحدى قرى عزلة جعار بمديرية خنفر التابعة لمحافظة أبين، بلغ تعداد سكانها 285 نسمة حسب تعداد اليمن لعام 2004.